# Ogulinsko polje
Ogulinsko polje – polje w Chorwacji.

## Opis
Położone jest na pograniczu Gorskiego kotaru, Liki i Korduna. Jego wysokość waha się w przedziale 317–364 m n.p.m., a powierzchnia wynosi 63 km². Jego długość wynosi od 15 do 18 km, a szerokość do 9 km. Od zachodu ograniczone jest masywem Wielkiej Kapeli. Na terenie polja zlokalizowanych jest wiele ponorów (Dobra, Mrežnica, Munjava, Vitunjčica, Ratković). Polje eksploatowane jest rolniczo – uprawia się tu zboża, rośliny pastewne, owoce i warzywa oraz prowadzi się hodowlę zwierząt.
Największe miejscowości na tym obszarze to Ogulin, Oštarije i Josipdol. Przez polje przebiega autostrada A1 z Zagrzebia do Ploče wraz z węzłem Ogulin. Inne istotniejsze drogi to Vrbovsko – Ogulin – Plitvička Jezera – Bihać (Bośnia i Hercegowina) i Karlovac – Senj, które krzyżują się w Josipdolu.